# (1000) Piazzia
(1000) Piazzia es un asteroide perteneciente al cinturón de asteroides descubierto el 12 de agosto de 1923 por Karl Wilhelm Reinmuth desde el observatorio de Heidelberg-Königstuhl, Alemania.
Está nombrado en honor de Giuseppe Piazzi, astrónomo italiano descubridor del primer asteroide.